# The Head Shop
The Head Shop é uma banda de rock psicodélico de Nova Iorque, Estados Unidos. Lançou em 1969 um álbum de mesmo nome pela Epic Records.

## Formação
- Danny Prosseda, guitarra
- Drew Sbordone, baixo
- Joe Siano, vocal
- Jesse Luca, bateria, percussão
- Milan
- Geoff Wright,
- Max Ellen|Maxim, violino solo (em "Prophecy")
- Larry Coryell, convidado, guitarra solo (em "I Feel Love Comin' On")